# Universal Image Format
O Universal Image Format File (.uif) é um formato proprietário de imagem digital de disco, pertencente ao programa MagicISO Maker e exclusivo do sistema operacional Windows. Assim como o formato .ISO, é um formato usado para replicar em um único arquivo não apenas o conteúdo, como também a estrutura lógica de uma unidade de armazenamento de dados, como HD, CD, DVD, SSD entre outras, facilitando seu armazenamento, cópia ou transmissão via rede.